# Jesper Nygård
Jesper Trærup Nygård (født 11. december 1961) har siden 1. august 2013 været administrerende direktør i Realdania. Fra 1996 til 2013 var han administrerende direktør for boligselskabet KAB.
Han er desuden formand for bestyrelsen i Realdania Byg A/S, og bestyrelsesmedlem i Fonden for Socialt Ansvar, Brøndby IF A/S og Dansk Arkitektur Center. Han er også forperson for VL2 og bestyrelsesleder for Dansk Selskab for Virksomhedsledelse. Internationalt er han medlem af bestyrelsen for det internationale klimanetværk C40 Cities og styregruppemedlem i Local2030, der er et bredt forankret FN-initiativ for at styrke byernes, civilsamfundets, virksomhedernes og det ikke statslige niveaus engagement i realiseringen af Verdensmålene. Tilsvarende er han medlem af 2030 Panelet, der bygger bro mellem danske parlamentarikere og indsatsen for at realisere Verdensmålene.
Tidligere var Jesper Nygård bestyrelsesformand for Realdania, Landsbyggefonden, Byfornyelse Danmark og Boligselskabernes Landsforening, Realdania By A/S, Realdania Byg A/S m.fl.
Han blev i 1989 Cand.scient.adm. fra Roskilde Universitet.
I 2023 dekorerede Margrethe 2. som en af de sidste i hendes regeringstid Jesper Nygård med Dannebrogordenen.